# Martin Prázdnovský
Martin Prázdnovský (Streda nad Bodrogom, 22 d'octubre de 1975) va ser un ciclista eslovac, professional des del 2000 fins al 2009. En el seu palmarès destaquen un campionat nacional en ruta, la Volta a Eslovàquia i la Volta a Bulgària.

## Palmarès
- 2004
  - Vencedor d'una etapa al Giro del Friül-Venècia Júlia
  - Vencedor d'una etapa a la Volta a Hongria
- 2005
  -  Campió d'Eslovàquia en ruta
  - 1r al Gran Premi ciclista de Gemenc i vencedor de 2 etapes
  - 1r a la Volta a Eslovàquia
  - 1r a la Volta a Bulgària i vencedor d'una etapa
- 2006
  - 1r al Gran Premi ciclista de Gemenc i vencedor de 2 etapes
  - 1r al Tour de Guadalupe
- 2008
  - 1r a la Volta a Eslovàquia
- 2009
  - Vencedor d'una etapa a la Volta a Bulgària